# Kraj Crnog Medveda
Kraj Crnog Medveda je 74. epizoda strip serijala Ken Parker. Objavljena je u br. 10-11. Ken Parkera izdavačke kuće System Comics u februaru i martu 2004. godine. Sveska br. 10 je koštala 99 dinara (1,79 $; 1,41 €), a br. 11 je koštala 120 din (1.72 €; 2,11 $). Epizodu su nacrtali Ivo Milaco u saradnji sa Laurom Cukeri, Masimo Bertolotijem i Paskale Frisendom, a scenario su napisali Đankarlo Berardi i Mauricio Mantero. Epizoda je objavljena u dva dela: br. 10 (str. 59-92) i br. 11 (str. 3-102).

## Originalna epizoda
Originalna epizoda objavljena je u Ken Parker Magazinu br. 17-19. iz marta-septembar 1994. godine pod nazivom L'epilogo di Orso Nero. Cena sveske br. 17. iznosila je 3.500 lira (2,08 $; 3,53 DEM), dok su br. 18. i 19. koštali 4.000 lira (2,58 $; 3,97 DEM) 

## Kratak sadržaj
Šerif Brus Laski di Kasper koji drži Kena u zarobljeništvu (epizoda Hapšenje) nailazi na vod vojnika iz Fort Maule koji su u vojnoj misiji. Oni u zarobljeništvu drže Crnog Medveda, starog poglavicu. Uskoro saznaju da im je ih prati Indijanka sa detetom. Ken uspeva da od Crnog Medveda sazna da mu je to snaha, koja ih prati.

### Značaj epizode
Paralelno sa pričom o vodu koji je u vojnoj misiji, narator priča istoriju Crnog Medveda. Kroz lik Crnog Medveda i njegove snahe po imenu Patkino Oko, epizoda pokazuje kontrast između dva stava prema ratu sa belcima. Jedno stanovište (Crni Medved) bilo je da Indijanci treba bore i ginu da bi se odbranili od američkih belaca, dok drugo stanovište (Patkino Oko) zagovara saradnju sa belcima da bi se preživelo.